# Шмирина, Евгения Игоревна
Евгения Игоревна Шмирина (род. 16 сентября 1989, Николаев) — немецко-украинская шахматистка, вице-чемпионка первенства Европы среди девочек до 14 лет (2002).

## Шахматная карьера
В 1994 году стала самой юной участницей первенства Украины среди девочек до 10 лет.
В 1997 году участвовала в международном турнире в Польше, заняв первое место среди детей до 8 лет.
В 1998 году стала чемпионкой Украины по быстрым шахматам среди девочек до 12 лет. В первенстве мира среди девочек до 10 лет в Испании набрала 7 очков из 11 возможных и разделила 10—15 места.
В 1999 году в первенстве Украины среди девочек до 10 лет заняла 2—3 место.
В 2000 году вместе с семьёй переехала в Дрезден, где обучается у международного мастера Мирослава Шварца.
В 2001 году стала чемпионкой Германии среди девочек до 12 лет и, одновременно, вице-чемпионкой среди мальчиков.
Участница 2-х личных чемпионатов Европы среди женщин (2004 и 2007).

### Выступления в составе сборной Германии
В составе женской сборной Германии по шахматам Евгения Шмирина выступила в следующих соревнованиях (каждый раз играла на первой доске):
- 2 командных чемпионатах Европы среди девушек до 18 лет (2003—2004). В чемпионате 2004 года завоевала серебряную медаль в индивидуальном зачёте.
- 2-й Кубок Митропы среди женщин (2005) в г. Штайнбрунне.

## Изменения рейтинга
| Графики недоступны из-за технических проблем. См. информацию на Фабрикаторе и на mediawiki.org. |